# 大家一将
大家 一将（おおや かずまさ 1985年 - ）は、和歌山県生まれの打楽器奏者。

## 経歴
天理高等学校在籍中、全日本吹奏楽コンクール全国大会に於いて金賞受賞。その後、東京芸術大学音楽学部打楽器科卒業。打楽器3人組ユニット「ハロミーヤ」、音楽家集団「Ensemble FOVE」などのメンバーとして活動。NHK-FM「名曲リサイタル」に出演。。
これまで参加した演奏会は、「コニカミノルタ・プラネタリア TOKYO『To The GRAND UNIVERSE 大宇宙へ Music by 久石譲』」、「ミュージカル “生きる”」、「ユーリ!!! on CONCERT」、「Re:13 -The worst foe you meet would be always you yourself-」、「THE SOUND OF TIGER&BUNNY 2016」、「グランブルーファンタジー オーケストラコンサート（TGS2015）」、「神撃のバハムート GENESIS オーケストラコンサート」、「渡辺宙明卆寿記念コンサートシリーズ」、「オール・デウーヴル」（黛 敏郎作曲）を世界初演。2018年 熊野本宮大社御創建二千五十年 奉納イベント「龍の申し子」にて奉納演奏。
さらにマスコミへの露出も多く、映画・TV・CM・ラジオ・アニメ・ゲームなどでの演奏・出演の他、メジャーアーティストの作品やLIVEにも多数参加している。
- 映画：「来る」、「黒執事 Book of the Atlantic」、「ガールズ&パンツァー 最終章」
- TV：CX「のだめカンタービレ」、NHK「おかあさんといっしょ」、NHK「ジブリのうた」、NHK「ザ少年倶楽部 プレミアム」、NHK「有田Pおもてなす」
- CM：「アサヒビール」、「かんぽ生命」、「日本経済新聞」、「日清オイリオ」、「大塚製薬」
- アニメ：「ユーリ!!! on ICE」、「フルメタル・パニック! IV」、「エガオノダイカ」
- ゲーム：「ゼノブレイド2」
- 新歌舞伎：「墨染念仏聖 法然上人譚」

また、「NHK2020応援ソング/『パプリカ』上白石萌歌.ver」、「和歌山県イメージソング/『龍の申し子』」、「Hey! Say! JUMP/『SENSE or LOVE』」、「椎名林檎とトータス松本/『目抜き通り』」、「cali≠gari/『13』『3』」、「向谷倶楽部/『さくら』」、「交響アクティブNEETs/『東方フィルハーモニー交響楽団9 星』」など、演奏ジャンルはクラシックにとどまらず、ミュージカル、0歳から楽しめるコンサート、声優や邦楽との共演など、活動は多岐にわたっている。